# Championnat d'Italie de rugby à XV 1969-1970
Navigation
Serie A 1968-1969 Serie A 1970-1971
Le Championnat d'Italie de rugby à XV 1969-1970 oppose les douze meilleures équipes italiennes de rugby à XV. Le championnat débute en 1969 et se termine en 1970. Le tournoi se déroule sous la forme d'un championnat unique en matchs aller-retour.
Petrarca Padoue remporte le 1er des 11 onze titres qu'il remportera au cours des 2 décennies suivantes.

## Équipes participantes
Les douze équipes sont les suivantes :
| - L'Aquila - CUS Roma Buscaglione - GS Esercito Napoli - Fiamme Oro - Rugby Frascati - S.S. Lazio | - Parme - CUS Napoli - Petrarca Padoue - Rugby Rome - Tosimobili Rovigo - Metalcrom Trévise |

## Classement
| Rang | Club                 | J  | V  | N | D  | Pm  | Pe  | Diff | Pts |
| ---- | -------------------- | -- | -- | - | -- | --- | --- | ---- | --- |
| 1    | Petrarca Padoue      | 22 | 19 | 2 | 1  | 280 | 96  | +184 | 40  |
| 2    | L'Aquila Rugby (T)   | 22 | 14 | 5 | 3  | 300 | 106 | +194 | 33  |
| 3    | Metalcrom Trévise    | 22 | 14 | 4 | 4  | 279 | 132 | +147 | 32  |
| 4    | Fiamme Oro Padova    | 22 | 10 | 4 | 8  | 165 | 113 | +52  | 24  |
| 5    | Frascati             | 22 | 10 | 3 | 9  | 150 | 156 | -6   | 23  |
| 6    | CUS Napoli           | 22 | 10 | 2 | 10 | 161 | 202 | -41  | 22  |
| 7    | Rugby Rovigo         | 22 | 8  | 5 | 9  | 129 | 154 | -25  | 21  |
| 8    | Rugby Rome           | 22 | 7  | 5 | 10 | 127 | 175 | -48  | 19  |
| 9    | Rugby Parma          | 22 | 8  | 2 | 12 | 110 | 214 | -104 | 18  |
| 10   | CUS Roma Buscaglione | 22 | 7  | 1 | 14 | 148 | 210 | -62  | 15  |
| 11   | SS Lazio             | 22 | 3  | 4 | 15 | 116 | 210 | -94  | 10  |
| 12   | GS Esercito Napoli   | 22 | 2  | 3 | 17 | 94  | 291 | -197 | 7   |

|  | Vainqueur (no 1)         |
|  | Relégués (no 11, no 12)  |
|  | T : tenant du titre 1969 |

Attribution des points :  victoire : 2, match nul : 1, défaite : 0.

## Vainqueur
| Entraîneur | Entraîneur             | Guglielmo Geremia                |
| Avants     | Pilier                 |                                  |
| Avants     | Talonneur              |                                  |
| Avants     | Deuxième ligne         | Amagliani, De Danieli, Sabbatini |
| Avants     | Troisième ligne aile   | Bottaro                          |
| Avants     | Troisième ligne centre |                                  |
| Arrières   | Demi de mêlée          | P. Patelli, Nazzari              |
| Arrières   | Demi d'ouverture       |                                  |
| Arrières   | Centre                 | Bettella, Calore, Andrioli       |
| Arrières   | Ailier                 | Dolfin, Cameran                  |
| Arrières   | Arrière                | Seguso                           |